# TOP밴드 3
《TOP밴드 3》(탑밴드 3)는 밴드 서바이벌 프로그램 《TOP밴드 2》의 후속으로, KBS 2TV에서 방송된 밴드 서바이벌 음악 프로그램이다.

## 시즌 목록
- TOP밴드 시즌 1 - 우승 톡식
- TOP밴드 시즌 2 - 우승 피아
- TOP밴드 시즌 3 - 우승 아시안체어샷

## 기획 의도
대한민국 최고의 밴드를 가리는 서바이벌 음악 프로그램

## 특징
제작진이 시즌 3는 아마추어밴드와 신진밴드를 위한 경연이라고 사전에 밝혔다. 따라서 경력이 오래되고, 앨범을 여러장 낸 밴드들은 시즌2 와 달리 대부분 참가하지 않았다. 프로그램 최초로 개인 참가자도 참가 신청을 받았다.

## 방송 시간
| 방송 채널 | 방송 기간                          | 방송 시간                                      |
| --------- | ---------------------------------- | ---------------------------------------------- |
| KBS 2TV   | 2015년 10월 3일 ~ 2015년 11월 28일 | 매주 토요일 오전 11:30 ~ 낮 12:40 (1시간 10분) |
| KBS 2TV   | 2015년 12월 4일 ~ 2015년 12월 11일 | 매주 금요일 밤 10:50 ~ 밤 12:10 (1시간 20분)   |

## 출연자
- 진행 : 정지원
- 코치 : 신대철, 윤일상, 장미여관[1]
- 특별출연 : 요리연구가 이혜정

## 시청률
| 회차 | 방송 일자        | 전국 시청률 |
| ---- | ---------------- | ----------- |
| 1회  | 2015년 10월 3일  | 2.1%        |
| 2회  | 2015년 10월 10일 | 2.6%        |
| 3회  | 2015년 10월 17일 | 1.3%        |
| 4회  | 2015년 10월 24일 | 1.6%        |
| 5회  | 2015년 10월 31일 | 1.5%        |
| 6회  | 2015년 11월 7일  | 1.6%        |
| 7회  | 2015년 11월 14일 | 1.7%        |
| 8회  | 2015년 11월 21일 | 1.5%        |
| 9회  | 2015년 11월 28일 | 1.2%        |
| 10회 | 2015년 12월 4일  | 1.6%        |
| 11회 | 2015년 12월 11일 | 1.4%        |

## 1차 예선
동영상 심사로 진행했다.

## 2차 예선
밴드 부문과 개인 부문으로 나뉘어서 실시되었다. 밴드 부문은 1차예선을 통과한 111팀이 참가했다. 그중 15팀이 본선에 진출했다.

## 본선 코치 결정전 (18팀)
밴드 부문 15팀과 개인부문을 통과자로 결성된 프로젝트 밴드 3팀, 도합 18팀이 참가해 3명의 심사위원으로부터 지명을 받았다. 각 심사위원은 4팀씩 지명을 했다. 지명을 받지 못한 6팀은 탈락했다.
합격팀
- 밴드 그래서
- 아시안체어샷
- 애프니어
- 3POP
- 오리엔탈쇼커스
- 리싸
- 노텐션
- 루나플라이
- 웨이스티드 쟈니스
- 스트릿건즈
- 아즈버스
- 와러써커스

탈락 밴드 (6팀)
- 펜타소닉
- THE 2080
- 포브라더스
- 이플
- 데드버튼즈
- 인플레이스

## 코치 조별 경연
12팀이 참가했다.
- 밴드 그래서
- 아시안체어샷
- 애프니어
- 3POP
- 오리엔탈쇼커스
- 리싸
- 노텐션
- 루나플라이
- 웨이스티드 쟈니스
- 스트릿건즈
- 아즈버스
- 와러써커스

8강 직행 6팀
- 루나플라이
- 아시안체어샷
- 아즈버스
- 와러써커스
- 애프니어
- 오리엔탈쇼커스

## 패자부활전
코치 조별경연에서 탈락한 6팀과 코치결정전에서 탈락한 6팀중 홈페이지 시청자 투표로 선정된 2팀, 인플레이스와 데드 버튼즈가 참가했다. 경연 결과, 1위 스트릿건즈와 2위를 기록한 밴드 그래서가 8강 경연에 합류했다.
시즌 3에서는 처음으로 방청객을 받고 공개녹화로 진행되었다.
참가팀
- 리싸
- 웨이스티드 쟈니스
- 3POP
- 인플레이스
- 노텐션
- 밴드 그래서
- 데드 버튼즈
- 스트릿건즈

8강 합류:
스트릿건즈 (1위) / 밴드 그래서 (2위)

## 8강전
참가팀 :
- 스트릿건즈
- 밴드 그래서
- 루나플라이
- 아시안체어샷
- 아즈버스
- 와러써커스
- 애프니어
- 오리엔탈쇼커스

KBS 서울 여의도 별관 D스튜디오에서 방청객이 참석한 가운데 공개 녹화로 진행되었다.

## 4강전
서울 여의도, KBS 별관 D스튜디오에서
생방송으로 진행된다.
방송 시간대가 금요일 오후 10시 50분으로 변경된다.
- 방송일시 : 12월 4일 금요일 오후 10시 50분 (금) 생방송

## 결승전
생방송으로 진행된다.
- 아시안체어샷
- 와러써커스

## 최종 순위
| 순위      | 이름              | 소속                                      |
| --------- | ----------------- | ----------------------------------------- |
| 1         | 아시안체어샷      | 前커먼뮤직                                |
| 2         | 와러써커스        | 제이지, 前릴리코이, 前재주, 前Gentle Rain |
| Top4      | 스트릿건즈        | Tiger Records                             |
| Top4      | 루나플라이        | 내가네트워크, 前케이앤씨뮤직              |
| Top8(5위) | 아즈버스          | Earl Sound                                |
| Top8(6위) | Band 그래서       |                                           |
| Top8(7위) | 오리엔탈쇼커스    | 루비레코드                                |
| Top8(8위) | 애프니어          | 前Sound Sound                             |
| 9         | 리싸              | 프렌즈닷넷                                |
| 9         | 웨이스티드 쟈니스 | 발전소                                    |
| 9         | 3POP              |                                           |
| 9         | 노텐션            | No Gravity Sound                          |
| 13        | 데드버튼즈        | Puking Asian Records, 前러브락            |
| 13        | 인플레이스        |                                           |
| 15        | 펜타소닉          | 엘뮤직, 前JMC                             |
| 15        | THE 2080          |                                           |
| 15        | 포브라더스        | 카바레사운드                              |
| 15        | 이플              |                                           |

## 같이 보기
- TOP밴드 (시즌 1)
- TOP밴드 2